# Терлецький Любомир Григорович
Терлецький Любомир-Богдан Григорович (16 травня 1922, Сков'ятин — 25 вересня 1993, Львів) — український скульптор-медальєр. 

## Біографія
Народився в селі Сков'ятин Тернопільської області в сім'ї гімназійного вчителя. Від 1932 року проживав у Львові. Навчався у Львівській академічній гімназії, яку закінчив, уже як радянську школу, у червні 1940 року. У липні того ж року заарештований і в березні 1941 року засуджений до десяти років каторги у Печорі і подальшого проживання на спецпоселенні у Красноярському краї. Всього відбув 17 років. Повернувшись із заслання, у 1964 році закінчив Львівський інститут прикладного та декоративного мистецтва. Член Національної спілки художників. Заробляв на життя, виконуючи замовлення Художнього фонду. Працював медальєром. Займався також станковою і часом монументальною скульптурою. Провідними темами його робіт була княжа доба і козаччина. Паралельно зі скульптурою займався історичними дослідженнями, написав працю «Етногенез українського народу», видану у Львові 2007 року. Майстерня Терлецького, збудована ним власноруч, розміщувалась у Львові на вулиці Карпатській.
Помер 1993 року у Львові. Похований на Личаківському цвинтарі, поле № 70. На могилі  встановлено пам'ятник авторства Петра Кулика. У лютому 1998 року в Національному музеї у Львові відбулась персональна виставка. Зберігаються роботи в цьому ж музеї. Ще 12 медалей перебувають у колекції київського музею Івана Гончара, подаровані 2015 року львівським мистецтвознавцем Богданом Горинем.

## Роботи
- «Бескид і Чорногора. Легенда про кохання» (1967, дерево, 300×60×70).[7]
- «Пам'яти десантників», медаль (1970, того ж року експонувалась на виставці у Москві).[8]
- Портрет будівельника М. Кулика (1972, шамот, 45×38).[9]
- «12 квітня 1964», барельєф (1973, тонований гіпс, 90×50).[9]
- «Украина много постона», плакета, присвячена першій писемній згадці слова «Україна» (1973, тонований гіпс).[4]
- «Пам'яті А. Є. Ноздріна» (1974, тонований гіпс, 45×88).[10]
- Пам'ятник робітникам виробничого об'єднання «Свема», загиблим у Другій світовій війні в місті Шостка (1974, архітектор А. Коломієць).[11]
- Портрет Н. К. Крупської (1978, тонований гіпс, 74×35×74).[12]
- «Володимир Маяковський», барельєф (1979, бронза, 85×70).[9]
- «Скульптура України», плакета (1970-ті, тонований гіпс).[13]
- «Половці», плакета (1977, тонований гіпс).[13]
- «Пам'яти Василя Симоненка», медаль (1979, тонований гіпс).[13]
- «Церков Святая Богородиця», плакета, присвячена захисникам Києва 1240 року, використовує зокрема відомий мотив «очей» — вцілілого фрагменту фресок десятинної церкви (1979, тонований гіпс).[14]
- «Русь. Поляне», медаль (1979, тонований гіпс).[15]
- «Не сотні нас, а міліони», медаль, ілюструє аварське нашестя 610 року (1979, тонований гіпс).[16]
- «Тріумф Хмельницького», або «В'їзд Хмельницького до Києва 23 грудня 1648», медаль (1980, тонований гіпс).[17]
- «Перша книга на Русі» (1981, тонований гіпс, 90×33×30).[18]
- «Родина» (1981, тонований гіпс, 63×87×45).[18]
- «Не всі вернулися на свою базу», плакета, присвячена пам'яті загиблих льотчиків (1985, тонований гіпс, 15×17).[19]
- Пам'ятники землякам, загиблим у селах Подорожне Жидачівського району (1973), Сидорівка Жидачівського району (1973), Володимирці (1975)[20], Нове Місто Старосамбірського району (1982, архітектор Н. Прокопович).[21]
- «1500-ліття Києва», медаль.[2]
- «В ніч на Івана Купала», плакета.[22]
- «Страта Кибальчича».[23]
- «Необхідно плисти — жити необхідно», медаль.[13]
- «Пам'яті Василя Стефаника».[24]
- «Праслов'янська епоха», медаль.[2]
- «Прапор визволення над Києвом», плакета.[25]
- «Русь черленими щити поля перегородише…»[25]
- Серія з трьох плакет «Слово о полку Ігоревім».[26]